# Palpomyia pampana
Palpomyia pampana är en tvåvingeart som beskrevs av Lane 1960. Palpomyia pampana ingår i släktet Palpomyia och familjen svidknott. Inga underarter finns listade i Catalogue of Life.